# Johan Gerard Adriaan Heineman
Johan Gerard Adriaan Heineman (Velp (gemeente Rheden), 14 juni 1889 – aldaar, 15 juli 1959) was een Nederlands architect.

## Leven en werk
Heineman was zoon van winkelier Maas Jan Heineman en Johanna Susanna Immink. Hij kreeg zijn opleiding aan de Technische Hogeschool in Delft en een verdere praktijkopleiding aan het bureau van Hendrik Petrus Berlage. Rond 1917 begon hij zijn werkzaamheden als architect. Op 10 februari 1921 trouwde hij met Aletta Luthera Engelina Schouten. 
Heineman was vooral actief in Gelderland. Zo zijn veel van zijn werken te vinden de gemeente Velp met name in de wijk Daalhuizen. Hij ontwierp onder andere huizen, scholen, kerken en boerderijen. Ook werkte hij in Wageningen aan woonhuizen, daar zijn zes van zijn uitgevoerde ontwerpen tot gemeentelijk monument verklaard (gegevens 2019). Bovendien was hij betrokken bij talloze renovaties. In 1938 toverde hij Theater Bellevue aan de Leidsekade, Amsterdam om van een verouderd naar een modern theater, samen met interieurarchitect M. Ketting.  
In 1956 moest Heineman door ziekte stoppen met zijn werkzaamheden. Zoon Willem Anthonie Heineman (Velp, 1923 – 2018) nam in 1957 het architectenbureau, waar hij al eerder in dienst was getreden, over. Willem Heineman restaureerde net als zijn vader, maar leverde vooral werk aan zorginstellingen, zoals: ziekenhuizen, bejaarden- en verpleegtehuizen. 

## Afbeeldingen

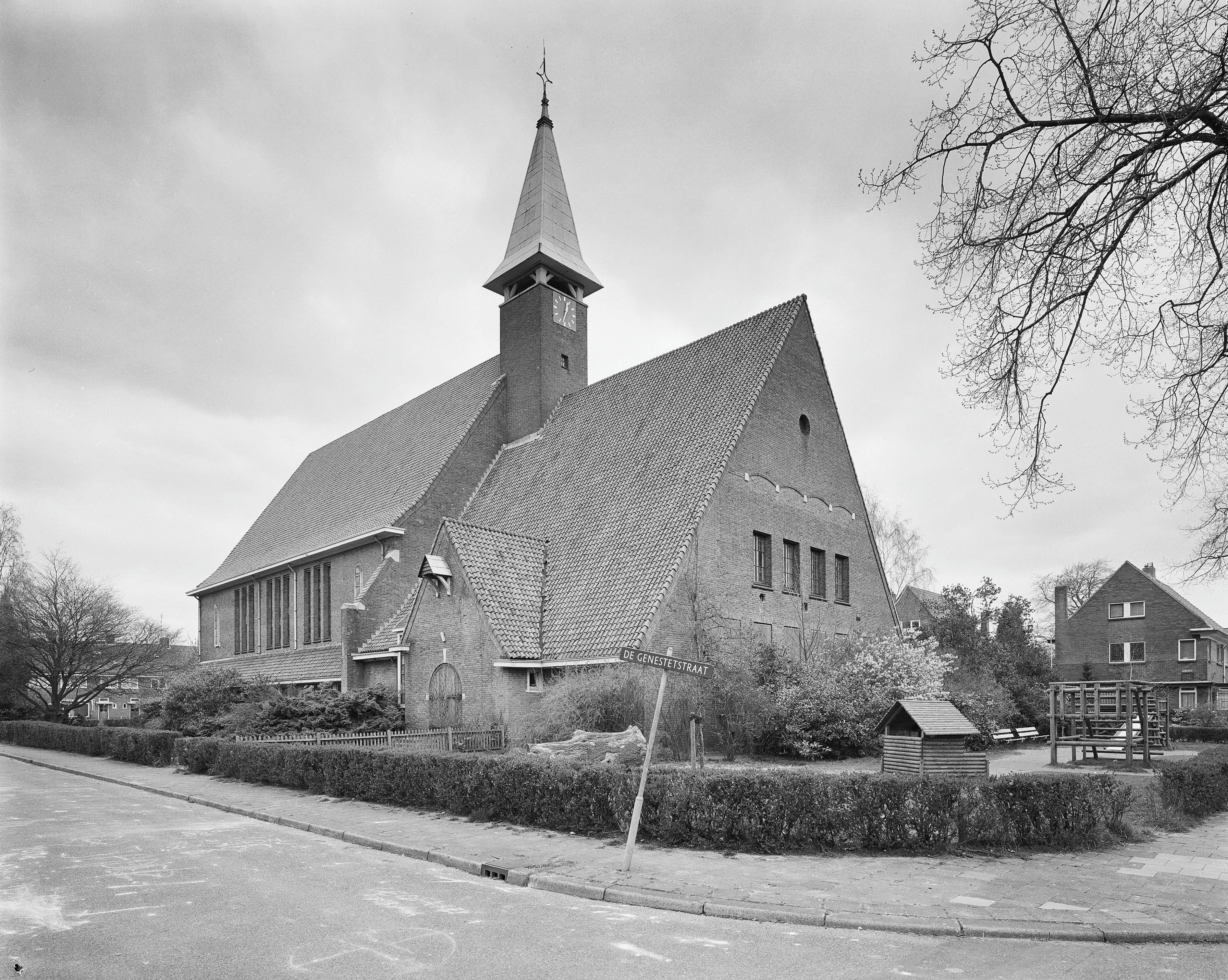
Paasbergkerk aan de Da Costastraat 5 in Arnhem (1932)
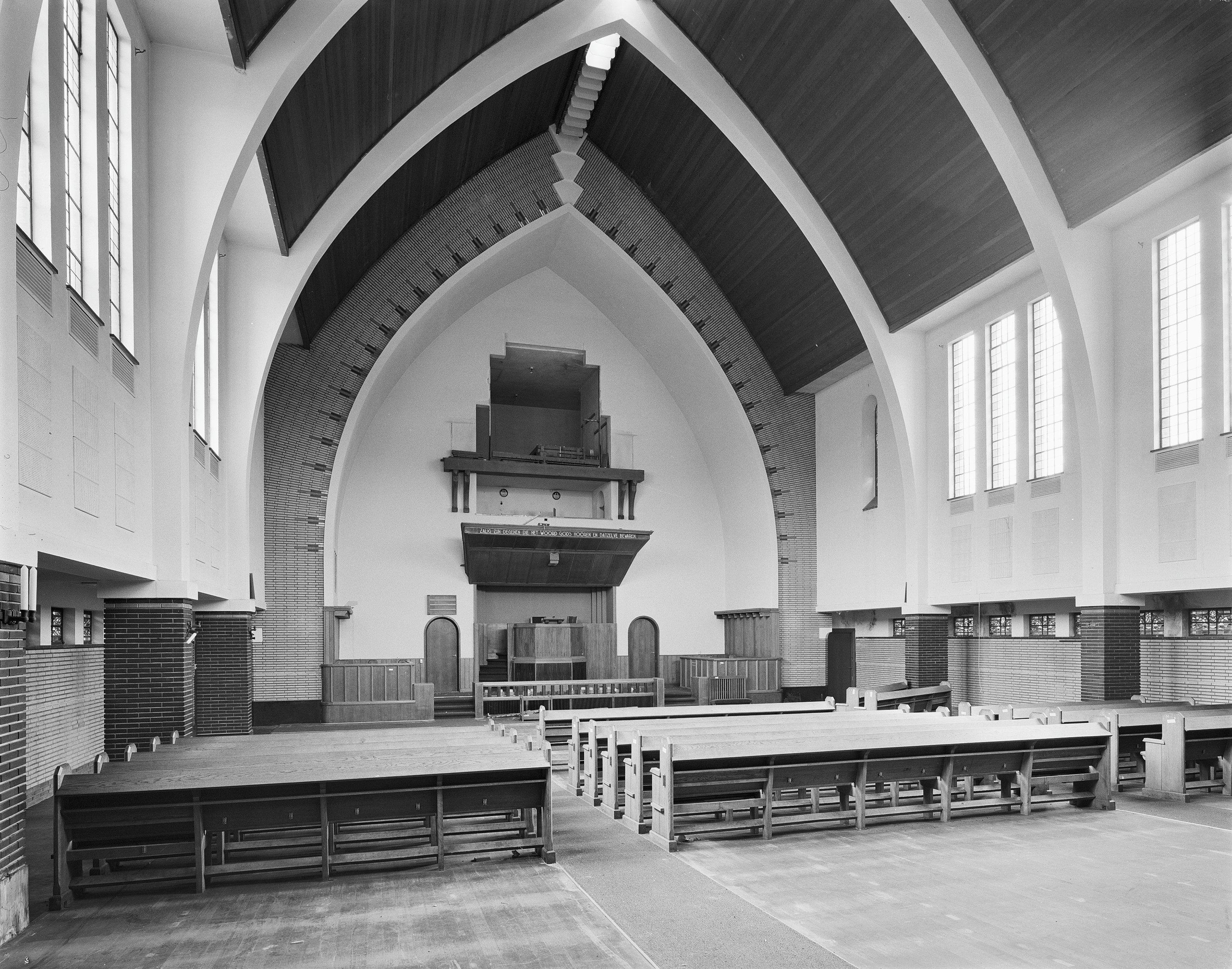
Interieur Paasbergkerk
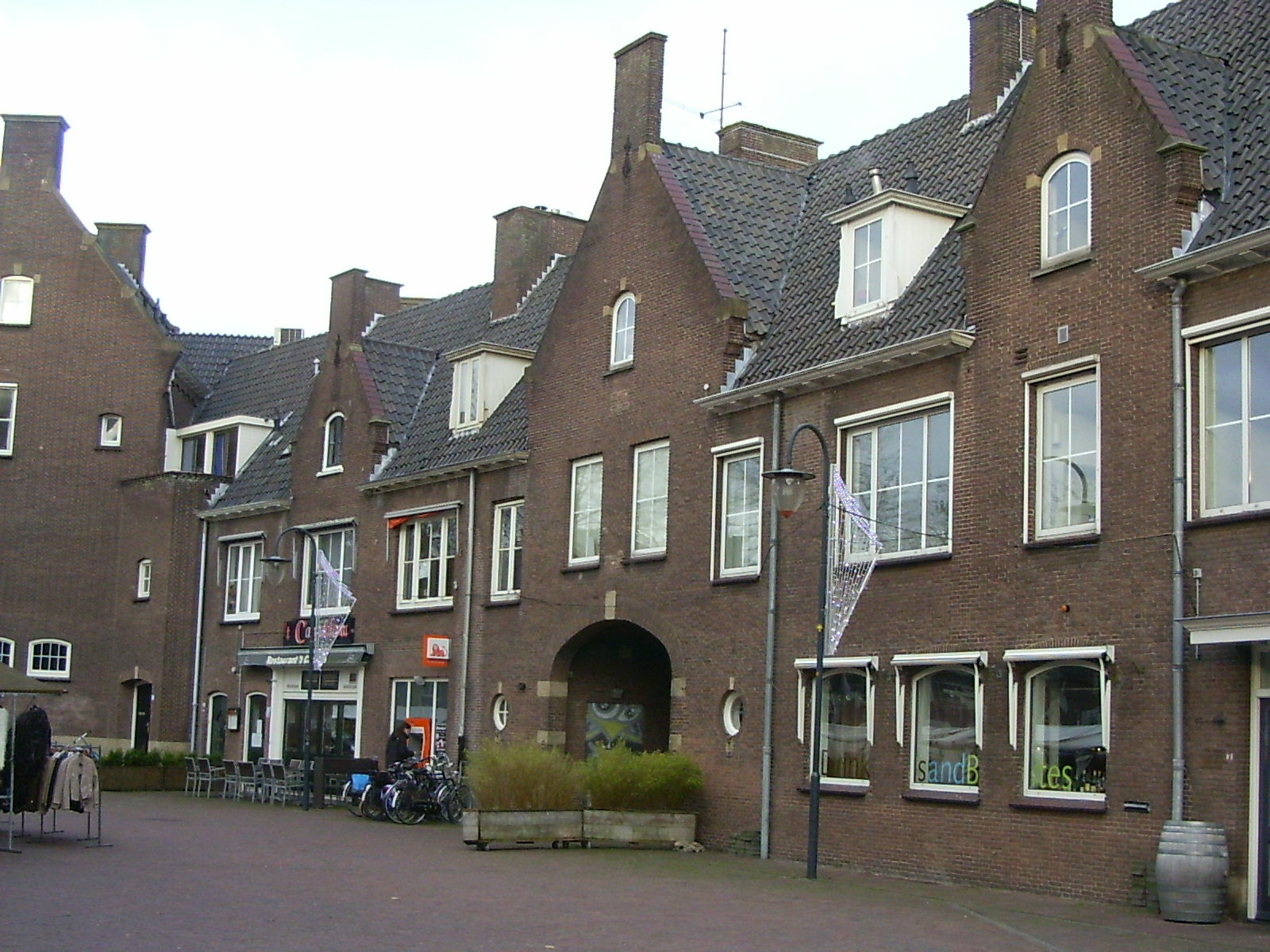
Markt 5-5a in Wageningen (1944)